# Wandina mohyla
Wandina mohyla (polsky kopiec Wandy [kopjec Wandy]) je jedna ze čtyř krakovských mohyl navršených polským národním hrdinům. Je věnovaná legendární Wandě, dceři zakladatele Krakova knížete Kraka, která se raději utopila ve Visle, než aby dopustila další útoky německého knížete, který ji chtěl za ženu. Mohyla se nachází ve čtvrti Nowa Huta.

## Historie mohyly
- 1222 – první zmínka o vesnici Mogiła, jejíž název je spojován s Wandinou mohylou.
- 1584 – první zmínka o mohyle
- 2. pol. 19. století – cisterciácký řád předává mohylu národu.
- 1860 – Rakušané začleňují mohylu k fortifikačnímu systému, které je součástí tzv. Pevnosti Krakov.
- 1888–1890 – okolo mohyly je vybudována fortová pevnost.
- 1890 – mohylu na vlastní náklady obnovil Kornel Kozerski a na vrcholu nechal umístit mramorovou sochu orla (projekt Jan Matejko).
- 1968–1970 – byla rozebrána fortová pevnost

## Rozměry
- výška – 14 m (238 m n. m.)
- průměr základny – 45–50 m
- průměr vrcholu – 9,5 m
- objem okolo 9000 m³